# Naci Kranjec
Naci-Pajlin Kranjec (roj. Krányecz Ignác), slovenski pravnik in pesnik, * 1916, † 1945.
Naci-Pajlin Kranjec, brat pisatelja Miška Kranjca, je končal študij prava in bil sodelavec mladinske revije Mladi Prekmurec. Kot komunist je bil v Kraljevini Jugoslaviji preganjan in večkrat zaprt. Od leta 1941 je sodeloval v partizanskih akcijah, bil ujet in zaprt v koncentracijskem taborišču Dachau, kjer je tudi umrl. Napisal je pesniško zbirko Ker sem človek.